# Einstein-sommatieconventie
De einstein-sommatieconventie is een wiskundige afspraak dat het bij sommatie over herhaalde indices wordt verondersteld dat het sommatieteken {\displaystyle \Sigma } niet wordt genoteerd maar impliciet verondersteld, op voorwaarde dat een dergelijke index bij elke term van de sommatie zowel contravariant, dus boven, als covariant, beneden, optreedt. De som loopt over alle mogelijke waarden van de index, meestal zijn dit alle mogelijke dimensies van een riemann-variëteit of lorentz-variëteit. Dit scheelt dus in het gebruik van sommatietekens. De conventie is genoemd naar Albert Einstein, die haar in 1916 voor het eerst gebruikte.
{\displaystyle \sum _{i=1}^{3}a_{i}x^{i}=a_{1}x^{1}+a_{2}x^{2}+a_{3}x^{3}} schrijven we als {\displaystyle a_{i}x^{i}}
Bij dit voorbeeld moet de lezer van tevoren weten dat {\displaystyle i} van 1 tot en met 3 loopt. In de relativiteitstheorie lopen de indices meestal van 1 tot en met 4, voor de vier dimensies van de ruimtetijd. De boven indices zijn in het voorbeeld geen exponenten, maar correspondeert {\displaystyle (x^{1},x^{2},x^{3})} met {\displaystyle (x,y,z)}. Wanneer de tensoren in een cartesisch coördinatenstelsel zijn gedefinieerd laat men het onderscheid tussen co- en contravariante indices vaak weg. Hoewel dit niet helemaal zuiver is, is het vaak wel handig.